# Sciara confusa
Sciara confusa är en tvåvingeart som beskrevs av Walker 1856. Sciara confusa ingår i släktet Sciara och familjen sorgmyggor. Inga underarter finns listade i Catalogue of Life.